# Wolfgang Haffner
Wolfgang Haffner (* 7. Dezember 1965 in Wunsiedel) ist ein deutscher Jazz-Schlagzeuger.

## Leben
Haffner wuchs als Sohn des Kirchenmusikers Walther Haffner und einer Musiklehrerin auf und erlernte das Schlagzeug- und Klavier-Spielen ab dem Alter von sieben Jahren; unter anderem erhielt er Unterricht bei Evert Fraterman. 1983 war er mit Konstantin Wecker auf Tour. Zwischen 1984 und 1989 war Haffner Mitglied des deutsch-französischen Jazzensembles; später spielte er unter anderem in der Big Band von Peter Herbolzheimer, bei Chaka Khan (1994–1995) und Klaus Doldingers Passport (1989–2000). Des Weiteren spielte er auch in der NDR-Big-Band und der hr-Bigband Schlagzeug. Daneben ist er Studio- und Livemusiker, zudem komponiert und produziert er für andere Künstler, unter anderem für die isländische Band Mezzoforte auf einigen derer Veröffentlichungen er auch als Schlagzeuger zu hören ist.
Haffner ist im Bereich Jazz und vor allem Funk als Schlagzeuger tätig und begleitete die No Angels auf ihrem Swing-Album When the Angels Swing oder spielte bei Aufnahmen von Nils Landgren und seiner Nils Landgren Funk Unit mit, z. B. auf dem 2004 herausgebrachten Tonträger „funky abba“. 2000 ging er zusammen mit Albert Mangelsdorff, Klaus Doldinger, Manfred Schoof, Wolfgang Dauner und Eberhard Weber als Old Friends auf Tour, seit 2011 war er u. a. mit Till Brönner unterwegs.
Seine eigene Musik ist Funk. Bei den eigenen Alben und Auftritten spielt er daher häufig mit dem schwedischen Bassisten Magnum Coltrane Price von der Nils Landgren Funk Unit zusammen. Mit einem akustischen Jazztrio aus Lars Danielsson am Bass und Hubert Nuss am Piano nahm er 2008 das Album Shapes auf und gastierte auf der Jazzwoche Burghausen. In dem Jazz-Fusion-Quartett Metro gehört er neben Chuck Loeb und Mitchel Forman zur Stammbesetzung.

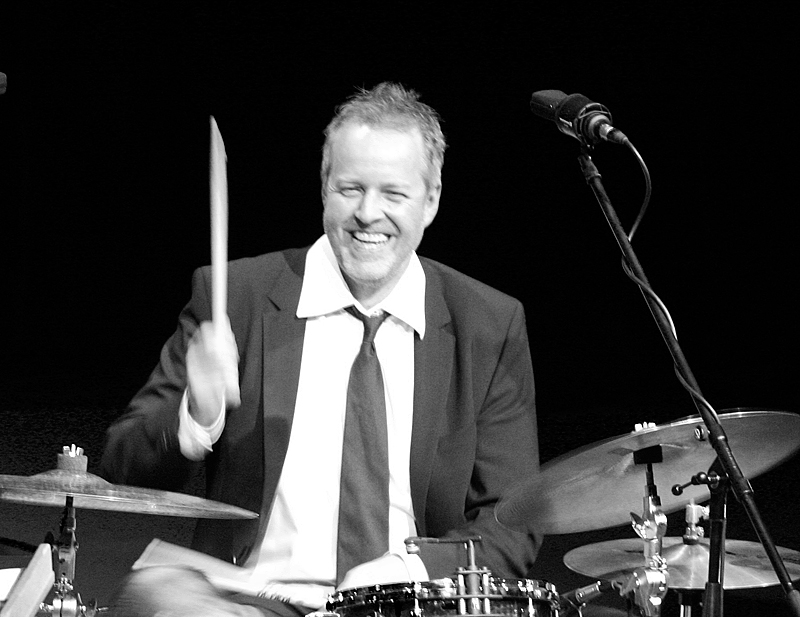
Wolfgang Haffner (2010)

Für sein Album Heart of the Matter von 2012 arbeitete Haffner mit Götz Alsmann, Till Brönner, Thomas Quasthoff, Sebastian Studnitzky und Sting-Gitarrist Dominic Miller zusammen. Im November 2014 erhielt er den mit 10.000 € dotierten großen Kulturpreis der Stadt Nürnberg.
Sein Album Kind of Cool (ACT 2015) kam sowohl als CD als auch auf Vinyl heraus. Zur All-Star-Besetzung gehörten Jan Lundgren, Christopher Dell, Dan Berglund, Dusko Goykovich und Jukka Perko. Bereits vor Erscheinen gab der Bandleader bundesweit Konzerte mit dem Material des Albums.
Der Name des Kind-of-Spain-Albums erklärt sich daraus, dass der Musiker auf der spanischen Insel Ibiza seinen Hauptwohnsitz hatte, bevor er nach Deutschland zurückzog. Die CD 4 Wheel Drive, die er gemeinsam mit Nils Landgren, Michael Wollny und Lars Danielsson verantwortete, kam 2019 auf Platz 1 der Media Control Jazz-Jahrescharts und gilt somit als bestverkauftes Jazzalbum des Jahres in Deutschland.
2021 ging er mit seinem Projekt Wolfgang Haffner's Dreamband auf Tour, die neben ihm aus Randy Brecker, Bill Evans, Nils Landgren, Christopher Dell, Thomas Stieger und Simon Oslender besteht. Ein Solokonzert, das er 2022 auf Schloss Elmau gab, war der Ausgangspunkt für sein Album Life Rhythm mit unterschiedlichen Gästen.

## Diskografie (Auszug)
- 1990: Klaus Doldingers Passport Balance of Happiness
- 1992: Movin’ On
- 1996: Eddie Daniels Beautiful Love
- 1996: Carmen Cuesta One Kiss
- 1997: Peter Bolte All the April Snow
- 1997: Back Home
- 1998: Roberto Di Gioia & Wolfgang Haffner Zappelbude
- 1998: Miller Anderson Celtic Moon
- 1999: Till Brönner Love
- 1999: Music
- 2000: The German Jazz Masters Old Friends
- 2000: SWR Big Band feat. Maria Schneider: Plays the Music of Maria Schneider & Kurt Weill, Live!
- 2001: Urban Life
- 2002: Live & Real
- 2002: Metro Grapevine
- 2004: Nils Landgren Funky Abba
- 2004: Zooming (mit Till Brönner, Lars Danielsson, Roberto di Gioia, Martin Koller, Nils Landgren, Rebekka Bakken)
- 2006: Shapes (produziert mit Nils Landgren) (Goldene Schallplatte, Deutschland, German Jazz Award)[9]
- 2006: Abracadabra: Celebrating Klaus Doldinger (mit Roberto di Gioia & Dieter Ilg)
- 2008: Acoustic Shapes
- 2009: Round Silence
- 2010: Signature Edition (Kompilation, rec. 1992–2009)
- 2011: Gravity (mit Lars Danielsson, Julian & Roman Wasserfuhr)
- 2012: Heart of the Matter (mit Dominic Miller, Eythor Gunnarsson, Sebastian Studnitzky)
- 2015: Kind of Cool (mit Dusko Goykovich, Jukka Perko, Christopher Dell, Jan Lundgren, Dan Berglund sowie  Max Mutzke, Frank Chastenier, Christian von Kaphengst, Nils Landgren),[10]
- 2017: Kind of Spain (mit Sebastian Studnitzky, Christopher Dell, Jan Lundgren, Daniel Stelter & Lars Danielsson)[11]
- 2019: 4 Wheel Drive (mit Nils Landgren, Michael Wollny & Lars Danielsson)
- 2020: Kind of Tango (mit Ulf Wakenius, Christopher Dell, Simon Oslender, Vincent Peirani & Lars Danielsson)[12]
- 2023: Silent World (mit Bill Evans, Till Brönner u. a.)

## Auszeichnungen
- 1989 Förderungspreis der Stadt Nürnberg
- 2009 German Jazz Award
- 2010 Echo Jazz in der Kategorie Instrumentalist/in des Jahres national (Round Silence)
- 2010 Wolfram-von-Eschenbach-Preis
- 2011 Kulturpreis Bayern
- 2014 Preis der Stadt Nürnberg
- 2017 Joachim-Ernst-Berendt-Ehrenpreis der Stadt Baden-Baden
- 2018 Echo Jazz in der Kategorie Instrumentalist/in des Jahres national (Kind of Spain)